# 통가 제국

통가 제국(Tongan Empire)은 오늘날의 통가 지역민들이 오세아니아 일대에 팽창주의적 패권을 형성했던 시기를 말한다. 기원후 950년경부터 시작되어 1200년-1500년에 절정에 달했다.
오늘날의 통가 통가타푸섬 무아가 수도였다. 오늘날의 학자들은 통가의 영향력이 태평양 일대에 널리 퍼졌으며 대양을 넘나드는 유무형적 교환이 있었다고 생각하지만, 정치적인 의미에서 "제국"이라 할 만한 것이 존재했는지 경험적 증거는 아직 부재한 상황이다.